# Marco Flores
Marco Christian Flores Luján, né à Lima le 29 mai 1977, est un footballeur péruvien qui évoluait au poste de gardien de but.

## Biographie

### Carrière en club
Marco Flores, surnommé Papelito Flores, a l'occasion de remporter trois championnats du Pérou, le premier en 2001 au sein de l'Alianza Lima, championnat spécial coïncidant avec le centenaire dudit club. Les deux autres sacres, en 2007 et 2008, sont obtenus sous le maillot de l'Universidad San Martín de Porres.
En 2011, il remporte le championnat de 2e division avec le José Gálvez.

### Carrière en sélection
Avec l'équipe du Pérou, il figure dans le groupe des sélectionnés lors de la Copa América de 2001 et participe également à la Gold Cup de 2000.
Il ne reçoit toutefois aucune sélection en équipe nationale.

## Palmarès
| Alianza Lima - Championnat du Pérou (1) : - Champion : 2001. |  | Universidad San Martín - Championnat du Pérou (2) : - Champion : 2007 et 2008. |  | José Gálvez - Championnat du Pérou D2 (1) : - Champion : 2011. - Torneo Intermedio (1) : - Vainqueur : 2011. |